# Pete Elliott
Peter R. Elliott (Bloomington, Illinois, 1926. szeptember 29. – Canton, Ohio, 2013. január 4.) amerikai amerikaifutball-játékos, valamint amerikaifutball- és golfedző. 1974 és 1978 között a Miami Hurricanes atlétikai igazgatója, 1979 és 1995 között pedig a Pro Football Hall of Fame vezérigazgatója volt.

## Játékosként
A Michigan Wolverinesnél a nemzeti bajnok 1948-as csapat quarterbackje, emellett kosárlabdázó és golfozó volt. Az évben elnyerte az All-America elismerést, emellett a Wolverines legértékesebb játékosának választották. Fivére, Bump szintén az egyetemre járt és később edző lett.

## Edzőként
1949–1950-ben az Oregon State Beavers, 1951 és 1955 között pedig az Oklahoma Sooners helyettese volt (1953–1954-ben a golfedzői pozíciót is betöltötte). 1956-ban a Nebraska Cornhuskers, 1957-ben pedig a California Golden Bears vezetőedzőjévé nevezték ki; utóbbi csapat kijutott az 1958-as Rose Bowlra.
1960 és 1966 között az Illinois Fighting Illini vezetőedzője volt; egy konferenciabajnokságot és egy bowlmérkőzést nyertek. A játékosok juttatásaival kapcsolatos visszaélések miatt 1967. március 19-én Elliottot, Harry Combesot és Howie Braunt kirúgták. 1973–1974-ben a Miami Hurricanes vezetőedzője volt.

## Visszavonulása után
1973 és 1978 között a Hurricanes atlétikai igazgatója, majd a St. Louis Cardinals munkatársa volt. 1979 és 1996 között a Pro Football Hall of Fame vezérigazgatói pozíciója mellett igazgatótanácsi tisztséget is betöltött. A Szigma Khí szövetség „jelentős taggá” avatta.
2013-ban, 86 évesen hunyt el szívelégtelenségben.

## Eredményei vezetőedzőként
| Év                                                                     | Eredmény                                    | Eredmény                                    | Helyezés                                    | Továbbjutás                                 | Rangsor                                     | Rangsor                                     |
| Év                                                                     | Összesített                                 | Konferencia                                 | Helyezés                                    | Továbbjutás                                 | Coaches                                     | AP                                          |
| Nebraska Cornhuskers (Big Seven Conference)                            | Nebraska Cornhuskers (Big Seven Conference) | Nebraska Cornhuskers (Big Seven Conference) | Nebraska Cornhuskers (Big Seven Conference) | Nebraska Cornhuskers (Big Seven Conference) | Nebraska Cornhuskers (Big Seven Conference) | Nebraska Cornhuskers (Big Seven Conference) |
| ---------------------------------------------------------------------- | ------------------------------------------- | ------------------------------------------- | ------------------------------------------- | ------------------------------------------- | ------------------------------------------- | ------------------------------------------- |
| 1956                                                                   | 4–6                                         | 3–3                                         | 4.                                          | –                                           | –                                           | –                                           |
| Nebraska:                                                              | 4–6                                         | 3–3                                         | –                                           | –                                           | –                                           | –                                           |
| California Golden Bears (Pacific Coast Conference)                     |                                             |                                             |                                             |                                             |                                             |                                             |
| 1957                                                                   | 1–9                                         | 1–6                                         | 7.                                          | –                                           | –                                           | –                                           |
| 1958                                                                   | 7–4                                         | 6–1                                         | 1.                                          | Rose Bowl                                   | 16                                          | 16                                          |
| California Golden Bears (Athletic Association of Western Universities) |                                             |                                             |                                             |                                             |                                             |                                             |
| 1959                                                                   | 2–8                                         | 1–3                                         | 4.                                          | –                                           | –                                           | –                                           |
| California:                                                            | 10–21                                       | 8–10                                        | –                                           | –                                           | –                                           | –                                           |
| Illinois Fighting Illini (Big Ten Conference)                          |                                             |                                             |                                             |                                             |                                             |                                             |
| 1960                                                                   | 5–4                                         | 3–4                                         | T-5.                                        | –                                           | –                                           | –                                           |
| 1961                                                                   | 0–9                                         | 0–7                                         | 10.                                         | –                                           | –                                           | –                                           |
| 1962                                                                   | 2–7                                         | 2–5                                         | 8.                                          | –                                           | 18                                          | –                                           |
| 1963                                                                   | 8–1–1                                       | 5–1–1                                       | 1.                                          | Rose Bowl                                   | 4                                           | 3                                           |
| 1964                                                                   | 6–3                                         | 4–3                                         | T-4.                                        | –                                           | 16                                          | –                                           |
| 1965                                                                   | 6–4                                         | 4–3                                         | 5.                                          | –                                           | –                                           | –                                           |
| 1966                                                                   | 4–6                                         | 4–3                                         | T-3.                                        | –                                           | –                                           | –                                           |
| Illinois:                                                              | 31–34–1                                     | 22–26–1                                     | –                                           | –                                           | –                                           | –                                           |
| Miami Hurricanes (Független)                                           |                                             |                                             |                                             |                                             |                                             |                                             |
| 1973                                                                   | 5–6                                         | –                                           | –                                           | –                                           | –                                           | –                                           |
| 1974                                                                   | 6–5                                         | –                                           | –                                           | –                                           | –                                           | –                                           |
| Miami:                                                                 | 11–11                                       | –                                           | –                                           | –                                           | –                                           | –                                           |
| Összesen:                                                              | 56–72–1                                     | –                                           | –                                           | –                                           | –                                           | –                                           |
| Jelmagyarázat: Konferenciabajnok                                       |                                             |                                             |                                             |                                             |                                             |                                             |

## Fordítás
- Ez a szócikk részben vagy egészben  a   Pete Elliott című angol Wikipédia-szócikk ezen változatának fordításán alapul.  Az eredeti cikk szerkesztőit annak laptörténete sorolja fel. Ez a jelzés csupán a megfogalmazás eredetét és a szerzői jogokat jelzi, nem szolgál a cikkben szereplő információk forrásmegjelöléseként.